# Alžběta z Clarence
Princezna Alžběta z Clarence (anglicky: Elizabeth Georgiana Adelaide; 10. prosince 1820, Londýn – 4. března 1821, Londýn) byla členka britské královské rodiny. Byla druhou dcerou vévody a vévodkyně z Clarence a St Andrews, pozdějšího krále Viléma IV. a královny Adelheid. Byla vnučkou krále Jiřího III.
Alžběta se narodila 10. prosince 1820 během vlády svého strýce Jiřího IV. v St James's Palace a byla pokřtěna ještě ten den Williamem Howleyem, tehdejším londýnským biskupem.[zdroj?]
Zemřela 4. března 1821 ve věku 12 týdnů. Byla pohřbena na hradě Windsor v kapli svatého Jiří dne 10. března 1821. V době své smrti byla třetí v linii následnictví britského trůnu; kdyby žila dalších šestnáct let, stala by se královnou místo své sestřenice Viktorie. 